# ヒメベニゴウカン

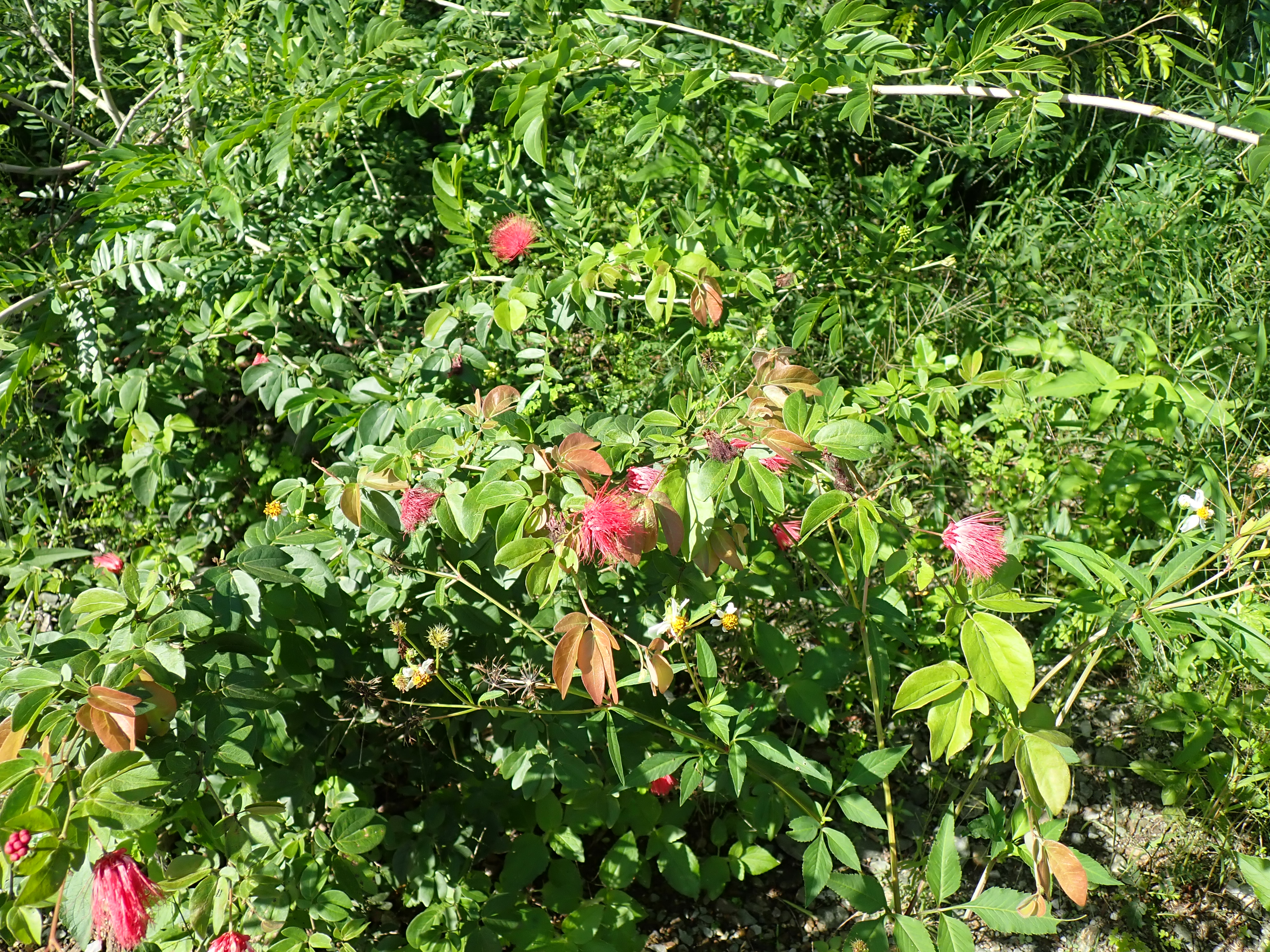
樹姿（2024年10月 沖縄県名護市）

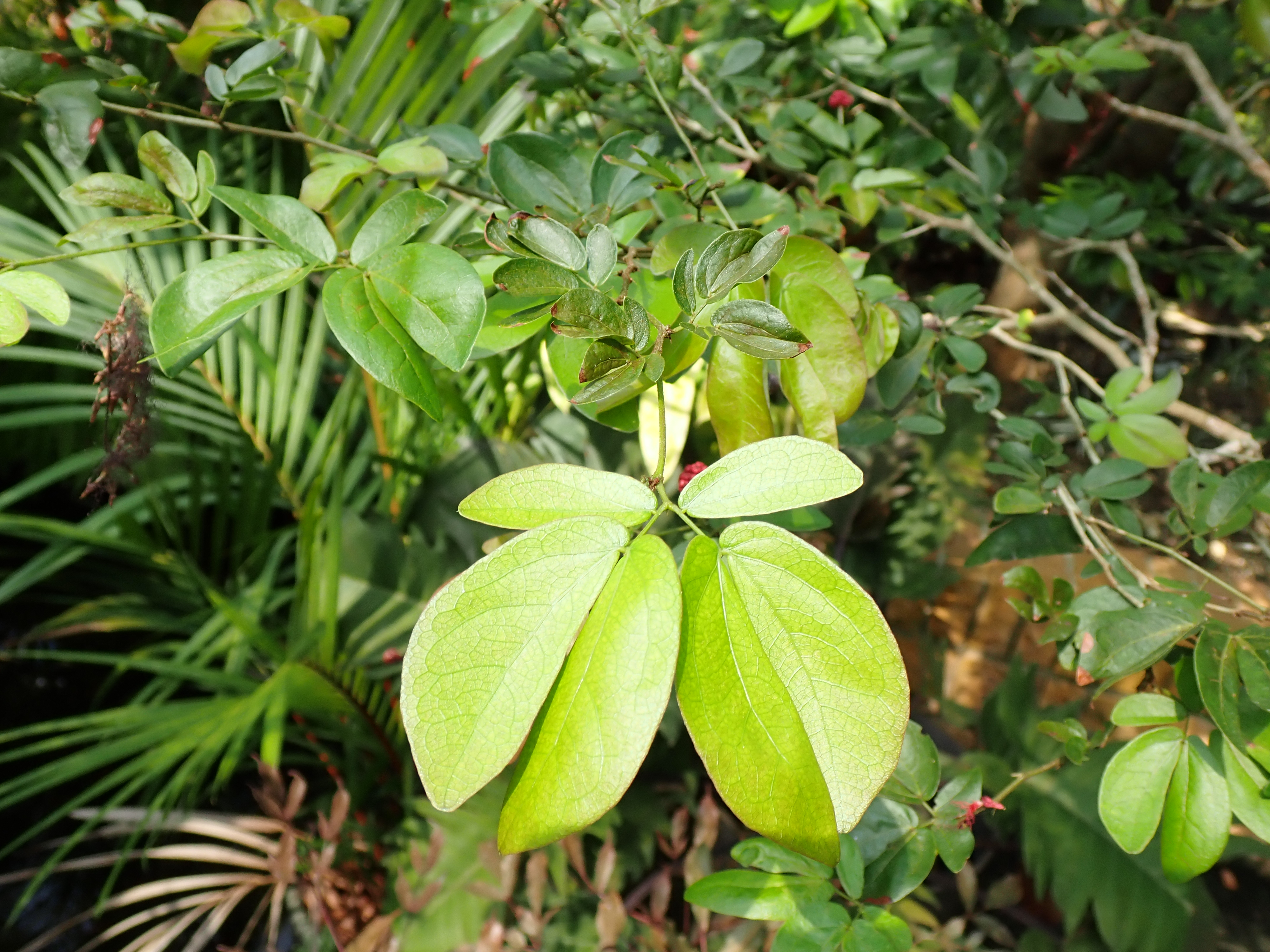
片側3小葉に見える2回羽状複葉。基部の小葉1対は小さい（2024年10月 沖縄県本部町 熱帯ドリームセンター）

ヒメベニゴウカン（学名：Calliandra emarginata）は、マメ科（旧ネムノキ亜科）ベニゴウカン属（カリアンドラ属）の常緑低木。学名のままカリアンドラ・エマルギナタとも称する。なお、POWO等では学名をCalliandra tergeminaの変種var. emarginataとしている。

## 特徴
樹高1–3 m。葉は2回羽状複葉が互生する。複葉は分枝の基部近くに1対の小葉がつき、それぞれの分枝の先に1対の小葉をつけるため、片側に3小葉がつくように見える。小葉は腎臓形で、基部の1対は小さい。花は腋生の頭状花序で径5 cmほどになり、多数の紅色の雄しべが刷毛状に広がる。葯は黄色。花期は4–10月。

## 原産地
メキシコ南部～グアテマラ原産、または中米～ベネズエラ原産。

## 利用
沖縄県内では公園や庭植えに用いられている。